# Ушинское
Ушинское (Ушминское) — озеро в Серовском городском округе Свердловской области. Расположено в 18 км на ЗСЗ от посёлка Ликино Гаринского городского округа, в юго-западной части болота Аничкино.
Площадь 0,25 км², уровень уреза воды 68,1 м над уровнем моря. Озеро проточное, протекает река Ушма (правый приток реки Тальма). Верхнее течение Ушмы, впадающей в северо-западной части озера, носит название Тумпа, вытекая из озера на юго-востоке, река получает название собственно Ушма. Озеро окружено живописным смешанным лесом. Водятся карась, щука, окунь, чебак.

## Охранный статус
Озеро является гидрологическим памятником природы, взята под охрану площадь 50 га в кварталах 235 и 236 Андриановского лесничества Серовского лесхоза.